# Outfoxed – Ausgefuchst
Outfoxed – Ausgefuchst ist eine Dokumentation des amerikanischen Regisseurs und Produzenten Robert Greenwald aus dem Jahr 2004.

## Inhalt
Der Film setzt sich kritisch mit der Entwicklung der Medienlandschaft in den USA mit besonderem Augenmerk auf dem von Rupert Murdochs News Corporation betriebenen Nachrichtensender Fox News Channel auseinander. Die Dokumentation wirft Fox News Channel eine tendenziöse Berichterstattung zugunsten der Politik des rechten Flügels der US-Republikaner vor.
Besonders negativ werden dabei die Moderatoren Bill O’Reilly und Sean Hannity hervorgehoben, die Interviewgäste rüde beleidigen und einfach das Wort abschneiden, wenn ihnen deren Meinung nicht passt. Als ein besonders signifikantes Beispiel wird ein Interview O’Reillys mit Jeremy Glick zusammengefasst. Glicks Vater Barry war bei den Terroranschlägen am 11. September 2001 ums Leben gekommen, und Glick hatte sich öffentlich gegen George W. Bushs Kriegspolitik ausgesprochen. Es handelt sich dabei nicht um den gleichnamigen, beim Unglück des Fluges UA93 ums Leben gekommenen Jeremy Glick. Während des Interviews erwähnte Glick, dass die USA Osama bin Laden und Saddam Hussein in vergangener Zeit unterstützt hätten. O’Reilly schrie Glick daraufhin an, er solle „die Schnauze halten“, beleidigte ihn und ließ ihn nicht mehr zu Wort kommen. In einem späteren Interview gab Glick an, dass man ihn aus dem Studio gejagt hätte. O’Reilly sagte dazu später wahrheitswidrig, Glick habe in der Sendung behauptet, Bush stecke hinter den Anschlägen vom 11. September.
Kommentatoren des Films vertreten mehrfach die Auffassung, dass die Nachrichten von Fox News nicht einmal der Definition einer Nachrichtensendung entsprächen und demnach diese Bezeichnung nicht verdienen würden. Es kommen auch ehemalige Mitarbeiter von Fox-News zu Wort, die behaupten, sie seien während der Arbeit auf die reaktionäre Linie des Senders eingeschworen und permanent kontrolliert worden. Die Redaktion hätte planmäßig Jesse Jackson, John Kerry und Al Gore als Gegner behandelt und diese entweder mit Missachtung gestraft oder versucht lächerlich zu machen. Jesse Jackson sei ausdrücklich als Feind bezeichnet worden. Kerry wurde während des Wahlkampfs 2004 als „french“ (französisch) bezeichnet, was im amerikanischen Sprachgebrauch als Beleidigung angesehen wurde. Ein Fox-Journalist begrüßte ihn mit den Worten „Bonjour“. Ein anderer Fox-Journalist interviewte Präsident Bush und erzählte diesem vor laufender Kamera, dass seine Frau für ihn Wahlkampf betreibe. Auch gehöre es zur journalistischen Taktik bei Fox, verleumderische Gerüchte mit der Phrase „Some say“ (dt.: es wird gemunkelt) einzuleiten und damit Interviewpartner unter Druck zu setzen.
Die ehemaligen Fox-Mitarbeiter behaupten ebenfalls, dass es zur Politik des Senders gehört habe, keine positiven Berichte über Einwanderer zu zeigen, da diese nur Schmarotzer seien, Ronald Reagan grundsätzlich als positiv darzustellen und homophobe Berichte über die gleichgeschlechtliche Ehe zu verbreiten. Während des Wahlkampfs 2004 wurde der Vietnamdienst Kerrys dadurch diskreditiert, dass er nach dem Krieg angeblich seine Orden weggeworfen habe. Ebenso wurden negative Entwicklungen an der Börse nicht etwa dem amtierenden Präsidenten Bush angelastet, sondern Kerry, da sich der Markt angeblich vor dessen Machtübernahme fürchtete.
Der Film endet mit der Befürchtung, dass Fox ein Monopol über den Medienmarkt erlangen und so die Demokratie beschädigen könne.

## Hintergrund
Die Produktionsfirma veröffentlichte den Film in den USA auf ungewöhnliche Art. Er wurde per DVD von Privatleuten und Initiativen bei sogenannten House Partys gezeigt. Später war der Film auch in einigen Großstädten im Kino zu sehen. Das selbstgedrehte Material, das zum größten Teil aus Interviews besteht, veröffentlichten die Produzenten zusätzlich unter der Creative-Commons-Lizenz im Internet.
An der Erstellung des Films waren das Center for American Progress und die Organisation MoveOn.Org beteiligt.
Fox News ging rechtlich gegen den Film vor, da es die Verwendung von Ausschnitten des TV-Programms ohne Sendererlaubnis unterbinden wollte. Zur Analyse des Programms des Nachrichtensenders griff das Produktionsteam auf Freiwillige der Friedensinitiative und Bürgerrechtsorganisation Move On zurück, die sich bereiterklärten, das Programm (gemeinsam) 24 Stunden am Tag anzusehen.

## Kritiken
David Rooney, Kritiker auf Variety.com, lobte den Film. Dieser verwende anhand des Materials von Fox-News Beweise, wie der Sender ein Klima der Angst in den USA erzeuge.
Megan Lehmann schrieb in der New York Post, der Film sei einseitig zuungunsten von Fox. Die New York Post gehört zum Murdoch-Konzern.
Howard Kurtz von der The Washington Post lobte die Verwendung interner Memos, die belegen, welche Politik der Sender verfolge. Negativ erwähnte er, dass keine Gegenstimme zu Wort käme.
Basierend auf 60 ausgewerteten Kritiken hat der Film eine positive Rate von 85 % auf der Website Rotten Tomatoes.